# Son Rullán
Son Rullán (en catalán Son Rutlan) es un barrio en el distrito levante de Palma de Mallorca, Baleares, España, su vía principal es parte de la calle Aragón. El barrio está delimitado por Virgen de Lluch, Son Cladera y El Vivero. El 1 de enero de 2018 contaba con una población de 9.555 habitantes.

## Historia
Ocupa los terrenos donde antes había una zona residencial para militares llamada Colonia Militar Son Rullán, de la que aún se conservan unas 116 viviendas de una altura construidas entre 1949 y 1950, además del colegio e instituto Son Rullán para los militares. Formaron parte del cuartel del Ejército del Aire, Son Rullán 241, por su cercanía al aeródromo de Son Bonet.
El cuartel fue derruido parcialmente en el año 1999 y se realizó una urbanización donde se han construido edificios de viviendas, un centro de atención primaria y un parque.

## Servicios
El área está delimitada por la vía de tren que cruza Palma, en el mismo barrio se encuentran los talleres del Servicios Ferroviarios de Mallorca, y una parada cercana del metro de Palma: estación de Virgen de Lluch. 
El transporte por autobús es con las líneas 34 y 3 de la Empresa Municipal de Transportes (EMT) de Palma.
La zona cuenta con varios colegios públicos y concertados y el Instituto de Educación Secundaria (IES) Son Rullán.